# Wicquinghem
Wicquinghem é uma comuna francesa na região administrativa de Altos da França, no departamento de Pas-de-Calais. Estende-se por uma área de 6,8 km². Em 2010 a comuna tinha 266 habitantes (densidade: 39,1 hab./km²).